# Херефорд
Хе́рефорд (англ. Hereford [ˈhɛrɨfərd]) — город с населением более 55 тысяч жителей на реке Уай, в Англии, центр графства Херефордшир.

## История
Основан западными саксами как укреплённый центр Валлийской марки в Западной Мерсии. В Средние века — главный город епископства. Принадлежал непосредственно королю, который чеканил здесь монету и наделял титулом графа Герефордского своих вассалов. C XIII века теряет оборонительное значение и становится центром лёгкой промышленности. Во время гражданских войн XVII века город не раз переходил из рук в руки.
Главная достопримечательность Херефорда — средневековый собор, строившийся на протяжении нескольких столетий начиная с XII века. Он пострадал от обрушения в 1786 году и был восстановлен полностью только в 1908 году.
Драгоценна соборная библиотека с книгами, прикреплёнными к полкам цепями. Её главное сокровище — самая большая средневековая карта мира. Школа при соборе известна с 1384 года. Из гражданских построек примечательно здание гильдии ткачей (1621).
В Херефорде находится тренировочная база SAS «Креденхилл», а также дислоцирован 22 полк SAS.
Британский художник Томас Лиминг изобразил сцену из жизни провинциального шахматного клуба на картине «Портреты джентльменов из Херефордского шахматного общества» в 1815 и 1818 годах.